# Launaea mucronata
Launaea mucronata là một loài thực vật có hoa trong họ Cúc. Loài này được (Forssk.) Muschl. mô tả khoa học đầu tiên năm 1912.